# Bernardos
Bernardos ist ein Ort und eine Gemeinde (municipio) mit 463 Einwohnern (Stand: 2024) in der zentralspanischen Provinz Segovia in der Autonomen Region Kastilien-León. 

## Lage und Klima
Bernardos liegt in der kastilischen Meseta in ca. 905 m Höhe ungefähr 27 Kilometer (Fahrtstrecke) nordnordwestlich der Provinzhauptstadt Segovia. Das Klima ist gemäßigt bis warm; Regen (ca. 480 mm/Jahr) fällt mit Ausnahme der trockenen Sommermonate übers Jahr verteilt.

## Bevölkerungsentwicklung
| Jahr      | 1970 | 1981 | 1991 | 2001 | 2011 | 2021 |
| Einwohner | 1003 | 859  | 808  | 711  | 608  | 486  |

## Sehenswürdigkeiten
- Grabungsstätten
- Burgruine

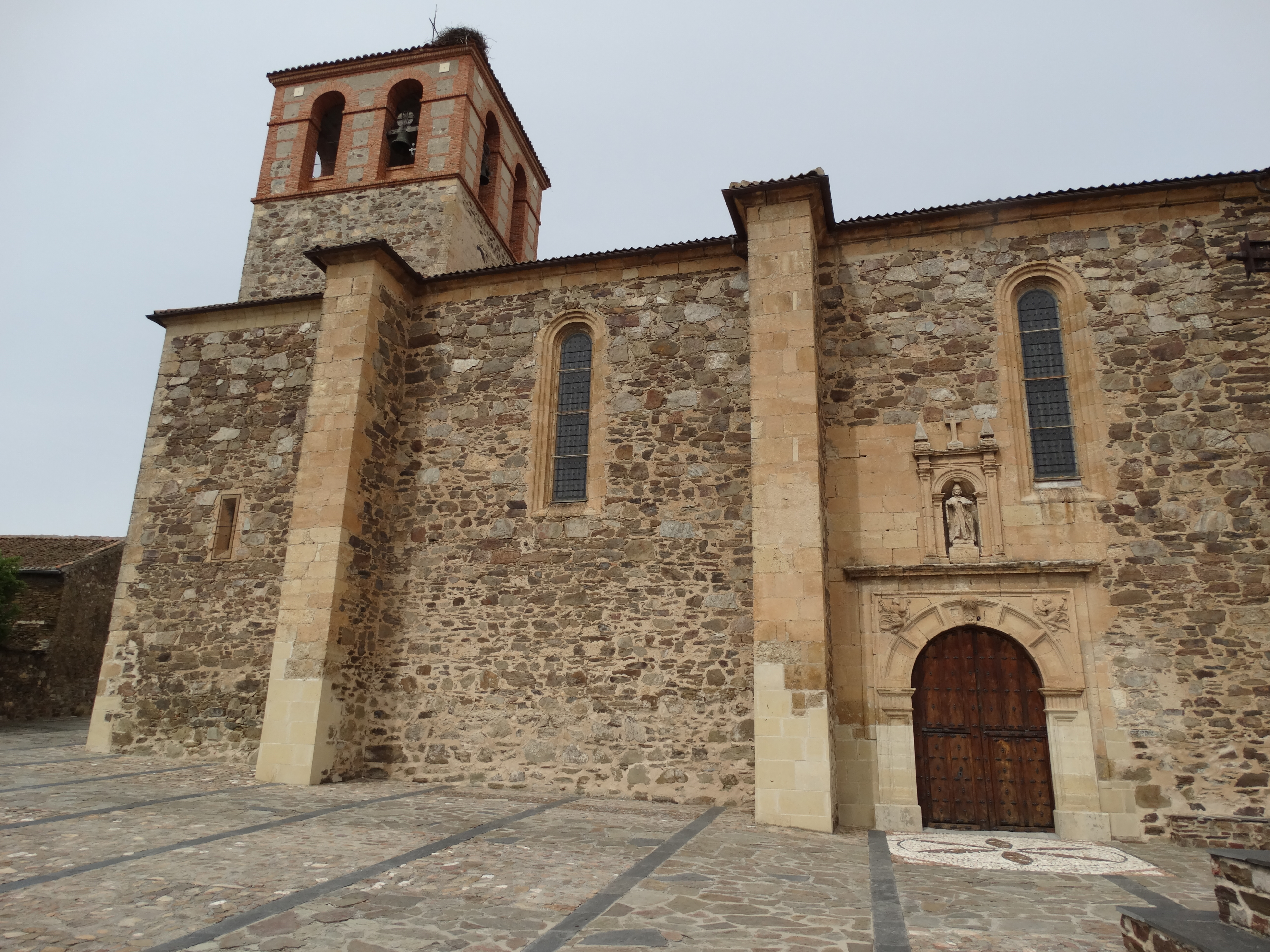
Peterskirche
- Rochuskapelle
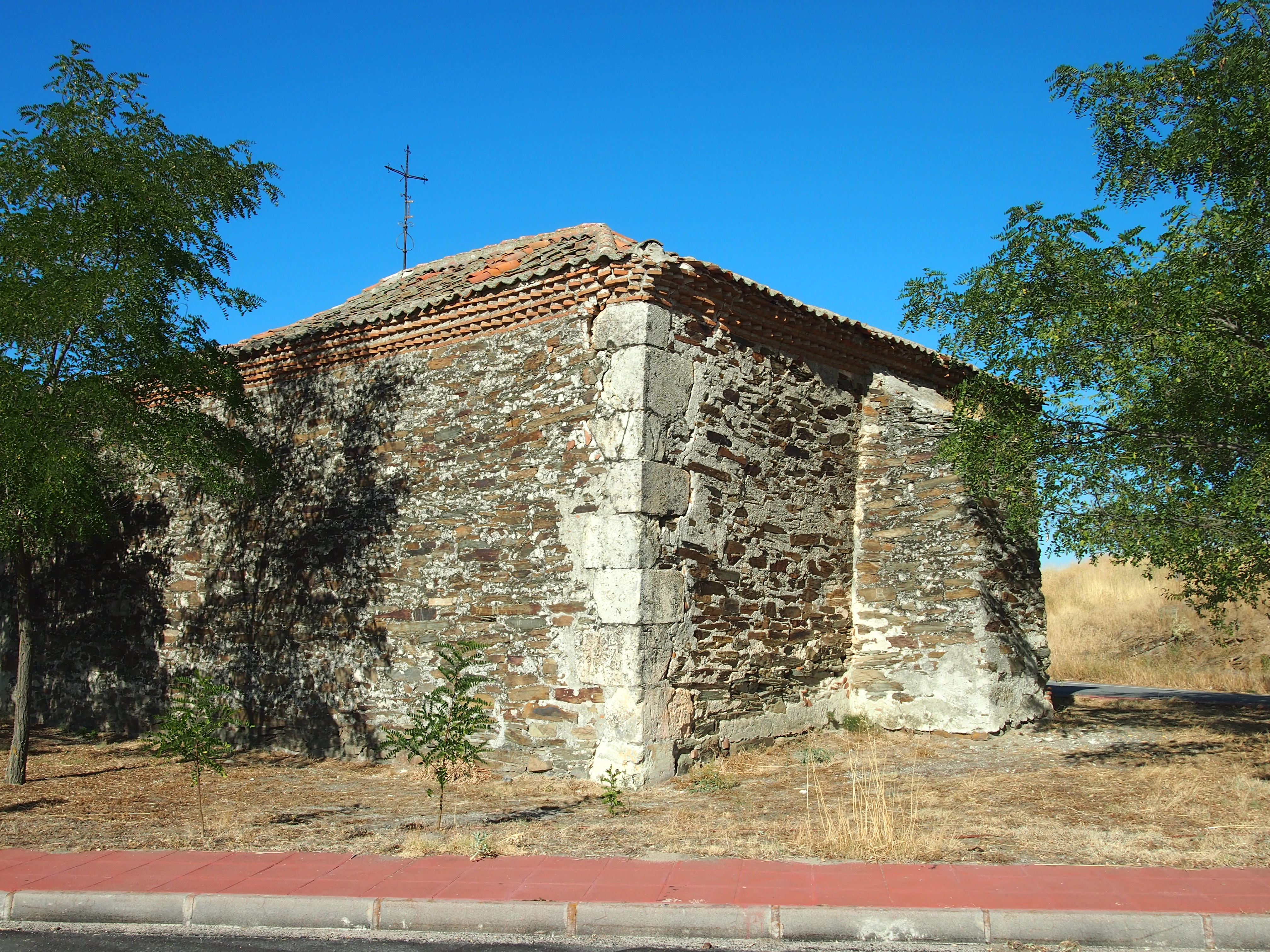
Christuskapelle
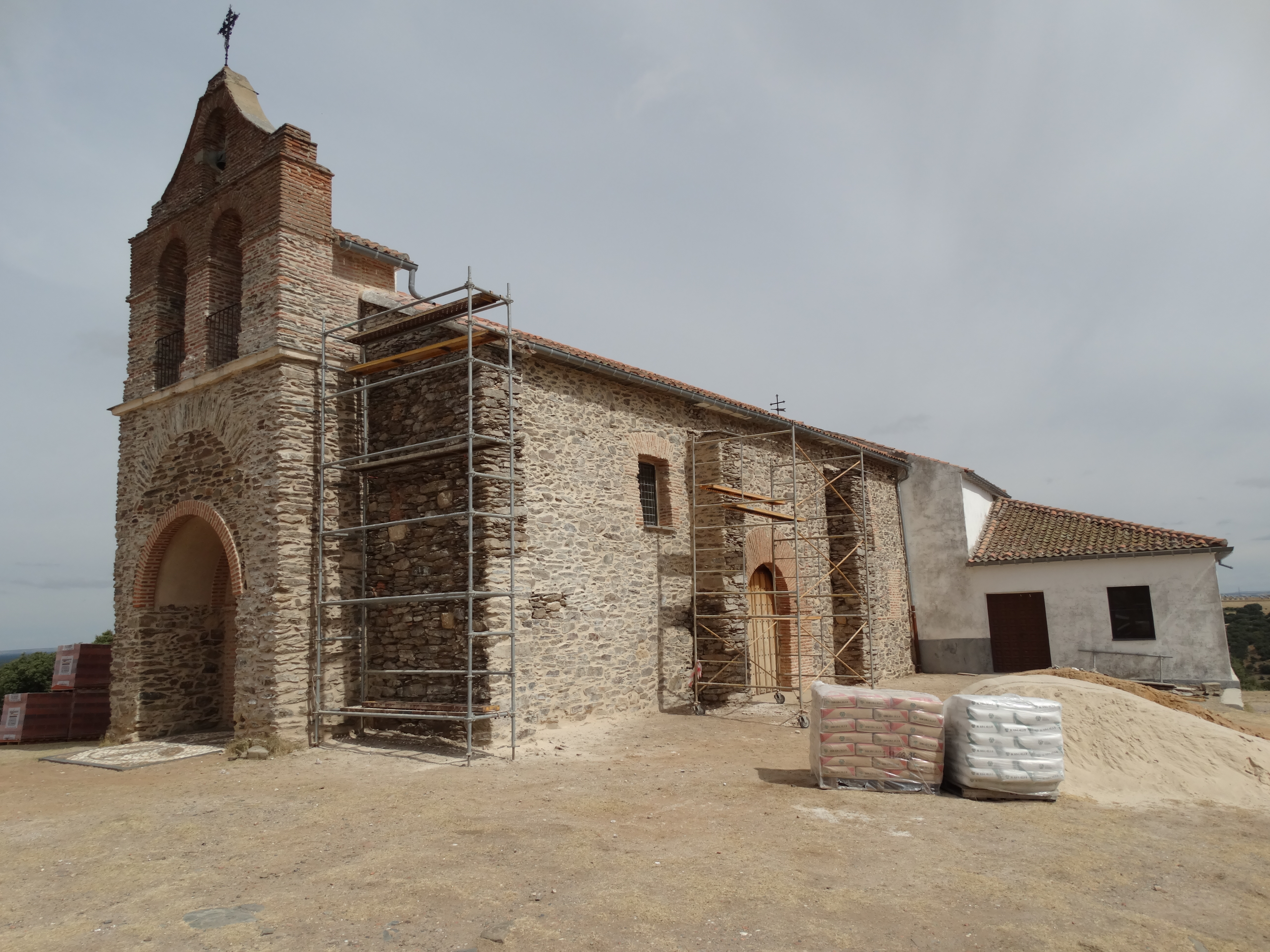
Marienkapelle
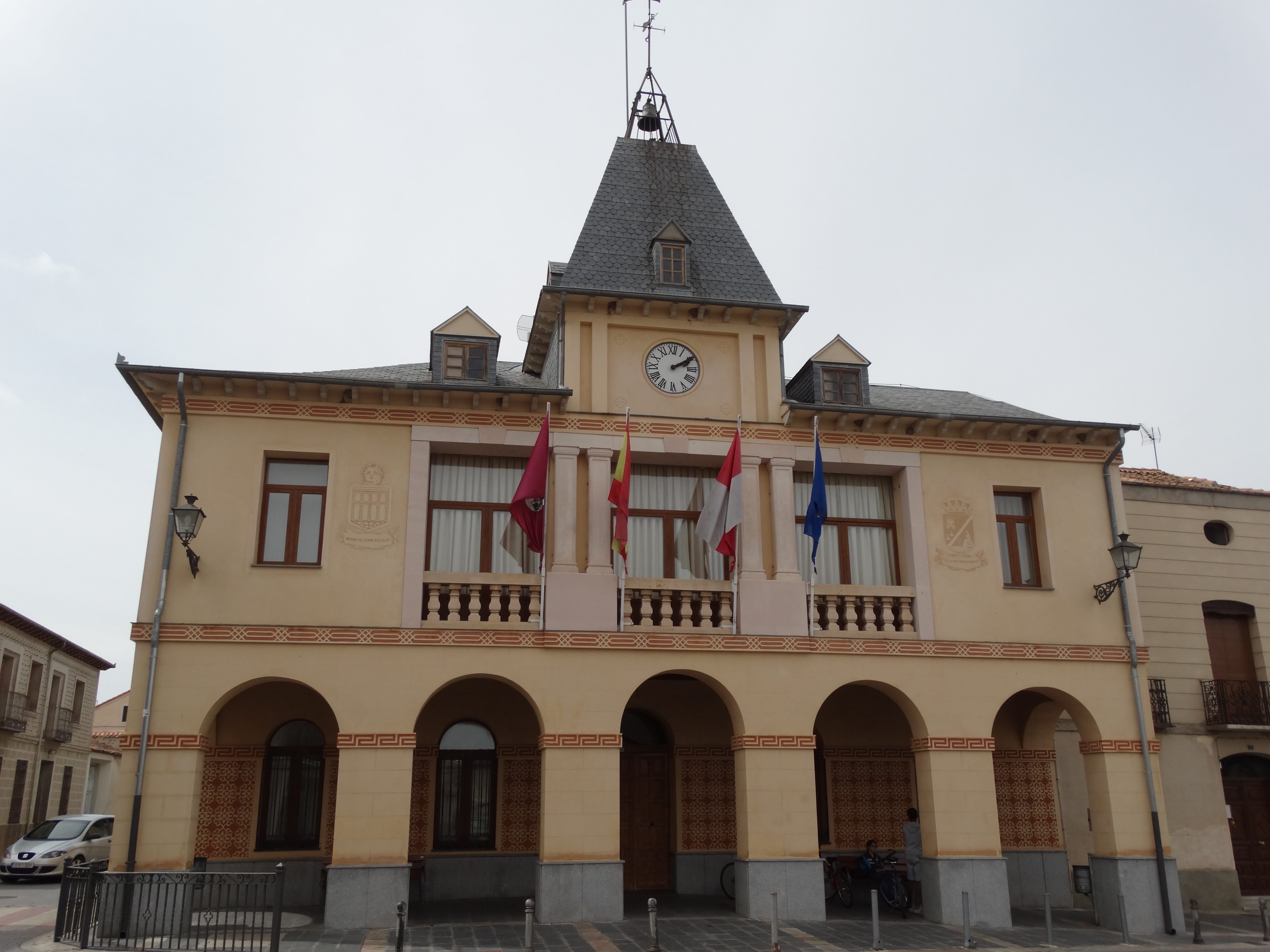
Rathaus

- Marienkapelle bei der Burgruine

- Peterskirche
- Christuskapelle
- Marienkapelle
- Rathaus